# Енциклопедія знань про книжку
Енциклопедія знань про книжку пол. Encyklopedia wiedzy o książce (EWoK) — енциклопедія, видана Національною бібліотекою імені Оссолінських у Вроцлаві в 1971 році обсягом 1438 сторінок (2876 колонок) накладом 30 000 примірників.
Енциклопедія містить близько 6000 предметних, біографічних, географічних і топографічних, статей з усіх галузей, що стосуються книжки як твору рукописного і поліграфічного мистецтва, а також як предмету для читання, колекціонування і торгівлі.